# 西大门站 (国铁)
西大门站（：／ Seodaemun yeok */?）曾为韩国铁路京釜线上的一个车站，位于首尔站以北，已于1919年废止。現時於西小門公園還有車站遺址。

## 历史
- 1900年7月8日：开始使用，最初叫京城站。
- 1905年3月27日：改叫西大门站。
- 1919年3月31日：停用本站。